# Trypeticus coomani
Trypeticus coomani är en skalbaggsart som beskrevs av Kanaar 2003. Trypeticus coomani ingår i släktet Trypeticus och familjen stumpbaggar. Inga underarter finns listade i Catalogue of Life.